# Matthias Erzberger
Matthias Erzberger (n. 20 septembrie 1875, Münsingen, Baden-Württemberg, Germania – d. 26 august 1921, Bad Griesbach im Schwarzwald⁠(d), Baden-Württemberg, Germania) a fost un politician german, ministru de finanțe din partea Deutsche Zentrumspartei („Centrul”), predecesorul CDU. Erzberger a fost asasinat în data de 26 august 1921 de Organisation Consul, o grupare teroristă de dreapta care a pregătit ascensiunea NSDAP.

## Familia și studiile
Matthias Erzberger s-a născut în familia unui croitor din Regatul Württemberg. Familia sa, de condiție socială modestă, a fost una din puținele familii catolice din localitate, dominată de protestanți și evrei. Pentru a dobândi un venit suplimentar, tatăl său a îndeplinit și serviciul de curier poștal. 
După absolvirea seminarului de învățători a studiat economia la universitatea din Fribourg. În anul 1902 a publicat o vastă monografie pe tema secularizării din 1802, cu ocazia împlinirii a 100 de ani de la evenimentul respectiv.
În anul 1903 a devenit liderul aripii drepte a Partidului Centrist.

## Activitatea diplomatică
Începând cu octombrie 1914 a lucrat în centrala Ministerului German de Externe. La data de 23 februarie 1915, Papa Benedict al XV-lea l-a primit pe Erzberger într-o lungă audiență privată, în care cei doi au discutat modalitățile prin care s-ar putea evita intrarea Italiei în război. Erzberger l-a rugat pe papa Benedict al XV-lea să intervină la Viena în sensul unor concesii pentru minoritatea italiană din Austro-Ungaria.
În iunie 1915 a fost trimis de guvernul de la Berlin în misiune diplomatică la Budapesta, pentru a-l convinge pe premierul István Tisza la concesii în favoarea românilor din Ungaria. Premierul Tisza a refuzat, iar Regatul României a intrat un an mai târziu în război contra Austro-Ungariei.

## Asasinatul
În cursul zilei de 26 august 1921 s-a întâlnit cu Carl Diez, deputat din partea Centrului. Cei doi au participat la o slujbă religioasă, după care au efectuat o plimbare. În timpul acestei plimbări, atentatorii au deschis focul asupra lor. Diez a fost rănit în plămâni, iar Erzberger a murit pe loc. Atentatorii s-au refugiat în Ungaria, de unde s-au întors la în 1932, pentru a face carieră în organizațiile SA, respectiv SS. În anul 1933 atentatorii au fost grațiați de autoritățile naziste. Decizia de grațiere a fost anulată în 1945, iar unul din atentatori a fost condamnat la 15 ani de închisoare.